# Anatolij Schnee
Anatolij Wiktorowicz Schnee (Sznee), ros. Анатолий Викторович Шнее (ur. w 1897 r. w Omsku, zm. w 1962 r. w Brazylii) – rosyjski wojskowy (porucznik), emigracyjny działacz prawosławny, członek kierownictwa Komitetu Rosyjskiego i kierownik Domu Młodzieży Rosyjskiej w okupowanej Warszawie podczas II wojny światowej.
W 1915 r. ukończył konstanowską artyleryjską szkołę junkierską w Petersburgu. W 1916 r. został awansowany do stopnia praporszczika. Skierowano go na front kaukaski, gdzie służył w Górskim Dywizjonie Artylerii. W 1917 r. awansował na porucznika. W 1919 r. wstąpił ochotniczo do wojsk Białych gen. Antona I. Denikina. Służył w Dywizjonie Haubic. W 1920 r. mianowano go adiutantem w sztabie oddziału wojskowego. Wkrótce objął funkcję adiutanta głównodowodzącego wojskami Białych na Krymie gen. Piotra N. Wrangla. W połowie listopada tego roku wraz z wojskami Białych został ewakuowany do Gallipoli. Na emigracji zamieszkał w Królestwie SHS. Pracował w Belgradzie jako kierowca, pracownik fizyczny i malarz. Jednocześnie studiował na miejscowym uniwersytecie. Wstąpił też do chóru Kozaków dońskich. Współorganizował cerkiew prawosławną. Następnie wyjechał do Pragi, gdzie kontynuował studia na politechnice rolniczej. Zapisał się tam również do chóru cerkiewnego. Po ukończeniu nauki przeniósł się do Polski. Zamieszkał we wsi Korczew pod Brześciem nad Bugiem. Zajmował się hodowlą lisów srebrzystych, których futra sprzedawał do Paryża. Po zajęciu Polski przez wojska niemieckie we wrześniu 1939 r., został zmuszony przenieść się do okupowanej Warszawy, gdzie objął funkcję kierownika mleczarni "AGRIL". Wszedł w skład kierownictwa Komitetu Rosyjskiego. Otworzył też Dom Młodzieży Rosyjskiej, zajmujący się opieką społeczną nad miejscową ludnością rosyjską i organizujący obozy letnie nad rzeką Świder. Starał się ponadto pomagać sowieckim jeńcom wojennym. Związał się z rosyjskim ruchem skautowskim. W 1944 r. ewakuował się do Ravensburga. Próbował bez skutku przedostać się do Szwajcarii. W mieście współzałożył cerkiew prawosławną. Pod koniec lat 40. wyjechał do Brazylii.